# Marina Corradi
Marina Corradi (...) è una giornalista e scrittrice italiana.

## Biografia
Milanese, è inviato ed editorialista del quotidiano Avvenire.
Inizia a lavorare come cronista di "nera" al quotidiano La Notte di Milano, per poi passare a la Repubblica e di qui ad Avvenire come inviato. È sposata e ha tre figli. Collabora con il mensile Tempi.

## Premi e riconoscimenti
Tra i riconoscimenti: il Premiolino nel 1997, il "Dino Buzzati" della Provincia di Milano nel 2006, il premio Unione cattolica della stampa italiana (2007) e il premio giornalistico Saint Vincent per la migliore inchiesta pubblicata su periodici italiani, sotto il patrocinio della Presidenza della Repubblica, ricevuto nel 2007. Nel 2011 riceve il premio Giovannino Guareschi, nel 2016 vince il premio Capri San Michele per la narrativa.

## Opere
- Innanzitutto uomini - le storie di quindici giovani preti (San Paolo edizioni, 2007)
- Le storie degli altri (Marietti, 2008)
- Prima che venga notte(Marietti, 2008)
- Diario - Milano e altrove (Marietti, 2011)
- Da bambina (Marietti, 2011)
- Cronache familiari (Edizioni Messaggero di Padova, 2012)
- Con occhi di bambina (Ares, 2016)

Ha scritto un testo teatrale dedicato alla figura di Etty Hillesum, giovane ebrea morta ad Auschwitz, dal titolo Cercando un tetto a Dio, messo in scena dal regista Andrea Chiodi. Nel 2017 esce L'ombra della madre (Marsilio)